# Liste der südafrikanischen Hochkommissare in Australien

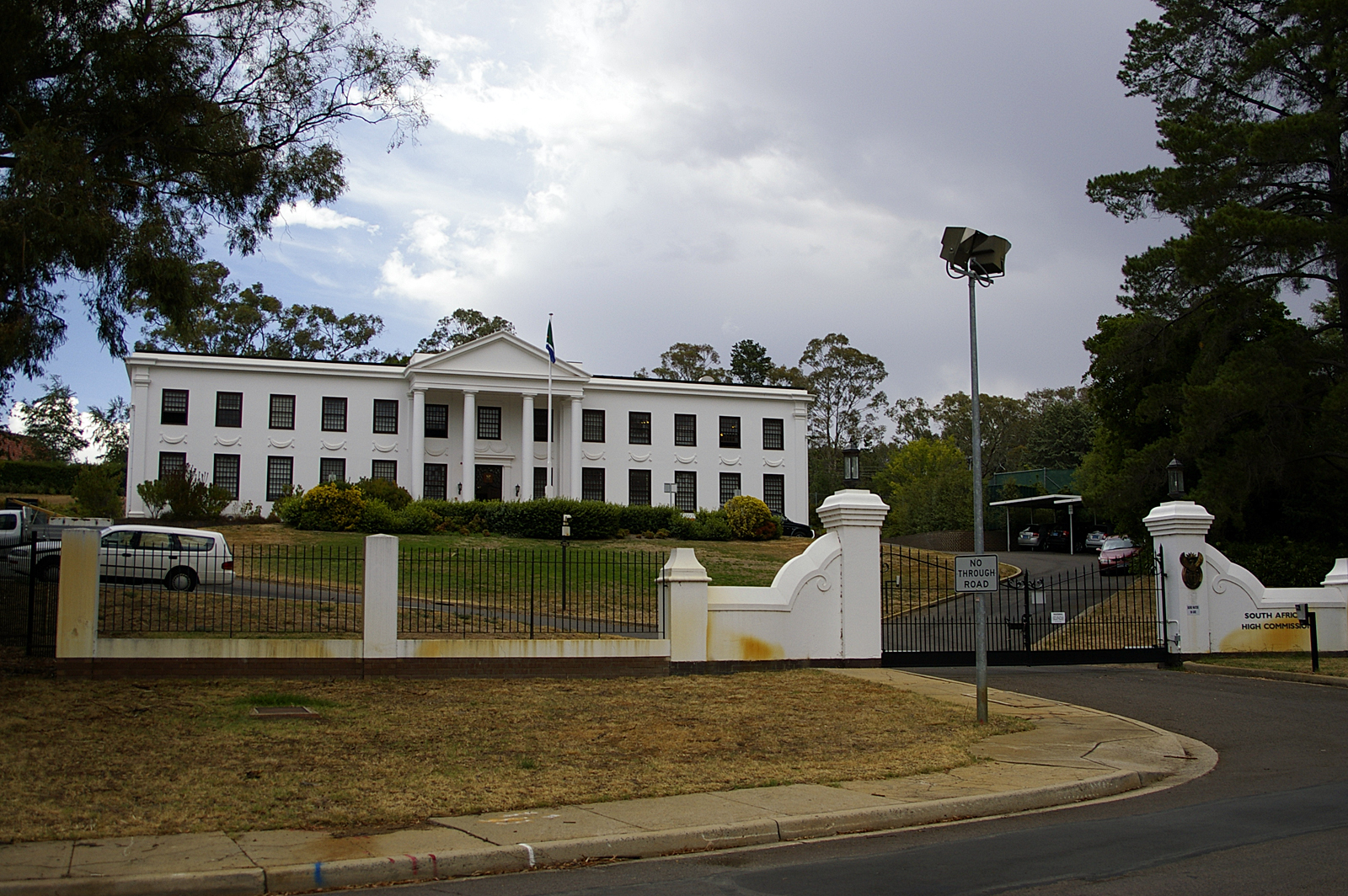
South African High Commission in Yarralumla einer Vorstadt von Canberra.

Der Hochkommissar (Commonwealth) in Canberra verfügt regelmäßig über einen Letter of commission für Wellington und Avarua (Cookinseln) und ist regelmäßig in Apia (Samoa), Majuro (Marshallinseln) und Palikir (Föderierte Staaten von Mikronesien) als Botschafter akkreditiert.

## Geschichte
Von 1961 bis 1. Juni 1994 als Südafrika nicht dem Commonwealth of Nations (Referendum in Südafrika 1960) angehörte, waren die Leiter der Auslandsvertretung als Botschafter akkreditiert.
| Ernennung Akkreditierung | Botschafter                 | Bemerkung | Regierung in Südafrika      | akkreditiert bei der Regierung | Posten verlassen |
| ------------------------ | --------------------------- | --- | --------------------------- | ------------------------------ | ---------------- |
| 10. Mai 1945             | Philip Rudolph Viljoen      | High Commissioner (* 28. Februar 1889 in Krugersdorp district, South Africa – 3. Juni 1964 in Pretoria) Tierarzt und Regierungsbeamter Sohn von AC Viljoen, heiratete Married Gladys Margaret Lyle (* 16. Juni 1915) ihre Töchter waren Reneé und Jeanette. | Jan Christiaan Smuts        | Ben Chifley                    | 14. Nov. 1951    |
| 15. Nov. 1951            | G. C. Nel                   | Acting High Commissioner for South Africa Visitors for Pakistan’s National Day were the Acting High Commissioner for South Africa (Mr. G. C. Neil and Mrs. Neil)http://trove.nla.gov.au/ndp/del/article/2862238 | Daniel François Malan       | Robert Menzies                 | 20. Feb. 1954    |
| 21. Feb. 1954            | Johann Kunz Uys             | High Commissioner | Daniel François Malan       | Robert Menzies                 | 10. Juni 1957    |
| 10. Sep. 1957            | Anthony M. Hamilton         | High Commissioner | Johannes Gerhardus Strijdom | Robert Menzies                 | 27. März 1961    |
| 8. Apr. 1961             | Herbert Hans Woodward       | Botschafter | Charles Robberts Swart      | Robert Menzies                 | 8. Okt. 1964     |
| 24. Juni 1965            | Johan Christiaan Holm Maree | | Charles Robberts Swart      | Robert Menzies                 | 14. Jan. 1969    |
| 3. Feb. 1969             | Johann Kunz Uys             | | Jacobus Johannes Fouché     | John Gorton                    | 1971             |
| 1. Apr. 1964             | J. F. Brooks                | Trade Commissioner Melbourne | Charles Robberts Swart      | Robert Menzies                 |                  |
| 1971                     | John Brent Mills            | (* 1921 in Kapstadt September 2009) | Jacobus Johannes Fouché     | William McMahon                | 1977             |
| 1977                     | Alan John Oxley             | (* 2. August 1919 in Durban) Sohn von J. P. Oxley, besuchte die Highbury, Durban High School und die Natal Univ. Von 1941 bis 1945 wurde er von der South African Forces eingesetzt, 1946 trat er als Kadett in das South African Dept. of External Affairs, von 27\|01\|1954 bis 01\|03\|1957 war er Konsul in Kinshas, ab 1. November 1970 war er Generalkonsul in Teheran, 1983 wurde er in den Ruhestand versetzt, nachdem er in Cairo, Athens, Elisabethville, Leopoldville, 1964: Gesandtschaftsrat in London, am 28. Juni 1965 A. J. Van Lille als Generalkonsul in Wellington abgelöst hatte und 1970–1976: Generalkonsul in war Teheran beschäftigt worden war. | Johannes de Klerk           | Malcolm Fraser                 | 1983             |
| 1983                     | Denis Worrall               | | Marais Viljoen              | Bob Hawke                      | 1984             |
| 13. Aug. 1984            | Cornelius A. Bastiaanse     | (* 18. Juni 1928) Sohn von C. A. S. Bastiaanse, besuchte die Porterville Highschool studierte an der University of Pretoria, 1955–1958 Gesandtschaftssekretär dritter Klasse in Athen, 1958–1961: Gesandtschaftssekretär zweiter Klasse in Kairo, 1967–1973: Gesandtschaftsrat in Rom, 1977–1980 war er Botschafter in Malawi | Pieter Willem Botha         | Bob Hawke                      | 1988             |
| 1988                     | Francis David Tothill       | | Pieter Willem Botha         | Bob Hawke                      | 1992             |
| 8. Sep. 1992             | Naudé Steyn                 | South African ambassador to Australia. | Frederik Willem de Klerk    | Paul Keating                   | 1. Juni 1994     |
| Juni 1996                | Bhadra Ranchod              | | Nelson Mandela              | John Howard (Politiker)        |                  |
| 2003                     | Anthony Mongalo             | | Thabo Mbeki                 | John Howard (Politiker)        |                  |
| 26. Feb. 2009            | Lenin Magigwane Shope       | (* 15. März 1962 in Johannesburg/Gauteng) verheiratet, 3 Kinder, 2003: Botschafter in Rom | Jacob Zuma                  | Kevin Rudd                     |                  |
| 21. Nov. 2010            | Mauritz C. Lindeque         | [ 4 ] | Jacob Zuma                  | Julia Gillard                  |                  |
| 17. Feb. 2011            | Koleka Anita Mqulwana       | accredited to Australia as High Commissioner for the Republic of South Africa | Jacob Zuma                  | Julia Gillard                  |                  |